# Pemba (đảo)
Đảo Pemba, cũng gọi là "đảo Xanh" trong tiếng Ả Rập (الجزيرة الخضراء), là một bộ phận của quần đảo Zanzibar, nằm ngoài khơi bờ biển phía đông châu Phi trên Ấn Độ Dương. Đảo có diện tích 988 kilômét vuông (381 dặm vuông Anh) cách đảo lớn nhất của quần đảo là Unguja 50 kilômét (31 mi) về phía bắc. Đảo nằm cách Tanzania đại lục 50 kilômét (31 mi) về phía đông, qua eo biển Pemba. Cùng với đảo Mafia (phía nam đảo Unguja), các hòn đảo này tạo thành Quần đảo Gia vị.
Đảo Pemba có địa thế bằng phẳng hơn, đất đai phì nhiêu hơn so với đảo Unguja, hầu hết hòn đảo được chuyển thành các mảnh đất trồng trọt với quy mô nhỏ, song cũng có các cánh đồng quy mô lớn trồng các loại cây như đinh hương.
Trong những năm trước đây, hiếm khi có người viếng thăm hòn đảo do không thể tiếp cận và tiếng xấu bất ổn chính trị, song đảo lại là một trung tâm về y học truyền thống và thuật phù thủy. Có một cộng đồng người Ả Rập khá lớn trên đảo, họ nhập cư đến đây từ Oman. Dân cư trên đảo hòa trộn giữa người Ả Rập và người Swahili bản địa, một phần đáng kể được xác định là người Shirazi.
Các đô thị quan trọng nhất trên đảo Pemba là Chake-Chake (thủ phủ), Mkoani, và thành phố lớn nhất Wete. Chake-Chake nằm ở trung tâm đảo, trên đỉnh một đồi, nhìn ra một vịnh và đảo nhỏ Misali ở phía tây. Ngoài trừ một dải đất dọc theo bờ biển phía đông Pemba là một nơi rất phì nhiêu: ngoài cây đinh hương, người dân địa phương trồng chủ yếu là lúa, dừa, chuối, sắn và đậu tây.
Pemba cũng được biết đến với các điểm lặn biển, với các dốc thẳng đứng, san hô chưa bị tác động và đời sống sinh vật biển phong phú.